# Бронетехника Бельгии в период Второй мировой войны
На момент немецкого вторжения в мае 1940 года в бельгийской армии на вооружении стояло около двухсот боевых машин. Машины были распределены по пехотным и кавалерийским дивизиям для использования в качестве вспомогательного оружия. Бельгийская армия рассматривала свои боевые машины как оборонительное оружие. Практика размещения боевых машин в небольших группах (в то же время использовавшаяся во французской армии) поставила их в невыгодное положение перед немецкими войсками, которые концентрировали свою бронетехнику в штатных подразделениях, численность бронемашин в которых превосходила бельгийскую, независимо от рода войск.
Бельгийская армия начала механизацию своих войск в 1936 году, затраты составили 200 млн. бельгийских франков.

## Техника межвоенного периода

### Танк Renault FT
К началу Второй мировой войны Бельгия имела 75 танков Renault FT, разработанных ещё в годы Первой мировой войны. Таких было два варианта: Char canon (с фр. танк пушечный) — обычная версия с 37-мм пушкой SA 18, и Char mitrailleuse (с фр. танк пулемётный) — более поздняя версия с 8-мм пулемётом Hotchkiss Mle.1914. В отличие от французской армии, которой предполагалось задействовать устаревшие танки FT на поле боя, бельгийская армия сняла их с вооружения с появлением новых лёгких танков T.15.

### Лёгкий танк T.15
T.15 был построен на базе британского лёгкого танка Vickers Mk.III, но отличался от него ослабленной (с 14 до 9 мм) бронёй. Экипаж T.15 состоял из двух человек. Танк был вооружён французским 13,2-мм пулемётом Hotchkiss M1929. На крыше устанавливался зенитный пулемёт FN Mle.1930. К моменту вторжения Германии в войсках Бельгии находилось всего 42 танка этого типа.

### САУ на базе Carden-Loyd Mk.VI
В ранние 1930-е годы в истребители танков было переоборудовано 6 тягачей на базе широко использовавшихся танкеток Carden-Loyd Mk.VI. Они вооружались бельгийской 47-мм противотанковой пушкой FRC Mle.1931, но отличались ненадёжностью конструкции ходовой части и перегруженностью экипажа.

### Истребители танков T.13 B1, B2 и B3

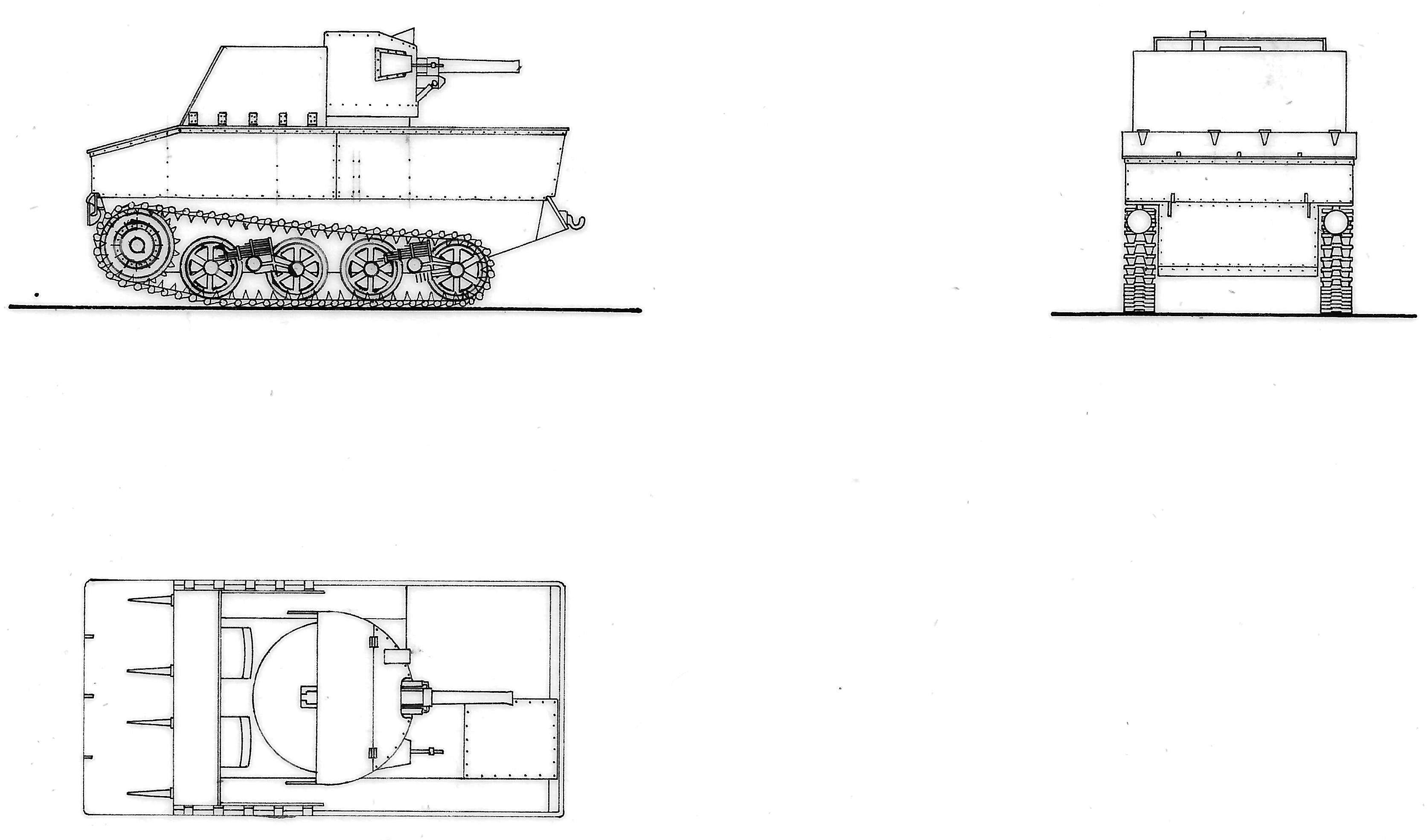
Истребитель танков серии T.13: B1

Истребители танков серии T.13 различались тремя вариантами: B1, B2 и B3, в свою очередь B3 подразделялся ещё на три варианта: A (с увеличенным боезапасом), B (с четырьмя членами экипажа) и C (с радиостанцией, построен не был). T.13 вооружались 47-мм пушками FRC Mle.1931 и спаренными с ними пулемётами FN Mle.1930. B1 и B2 строились на основе артиллерийских тягачей Vickers-Carden-Loyd образца 1934 года, B3 же спроектировали на базе Vickers Light Dragon Mk.IIB с более сбалансированной ходовой. В бельгийские войска поступило 35 машин B1, 21 машина B2 и 150 машин B3.
Некоторая часть T.13 стояла на вооружении вермахта в первые годы войны, так как вооружение бельгийских САУ по мощности превосходило имеющиеся аналоги — орудия наиболее массовых на тот момент немецких танков Pz.Kpfw. I и Pz.Kpfw. II.
Единственный сохранившийся T.13, вариант B2, находится в Королевском музее армии и военной истории Бельгии.

### Танк поддержки кавалерии ACG-1
Бельгийской армией было заказано 25 штук AMC.35 — лёгких танков огневой поддержки кавалерии, известных в Бельгии как ACG-1. Из-за проблем с поставками в Бельгию было доставлено лишь десять из них, тем не менее, вместе с ними прибыл один из трёх прототипов, существовавших на тот момент. Прототип был вооружён 25-мм противотанковой пушкой SA 35. Серийные образцы изначально вооружались французской 47-мм танковой пушкой SA 35 и спаренным пулемётом Reibel, однако в Бельгии танк претерпел ряд модификаций: была изменена конструкция башни, вырез для пулемёта и его кожух, а основным вооружением стала бельгийская 47-мм противотанковая пушка FRC Mle.1931. Нехватка танков привела к созданию усовершенствованного варианта собственных противотанковых САУ T.13 — B3.
Один взвод, состоящий из танков ACG-1, был мобилизован в 1939 году, но из имевшихся десяти машин в рабочем состоянии было лишь восемь.

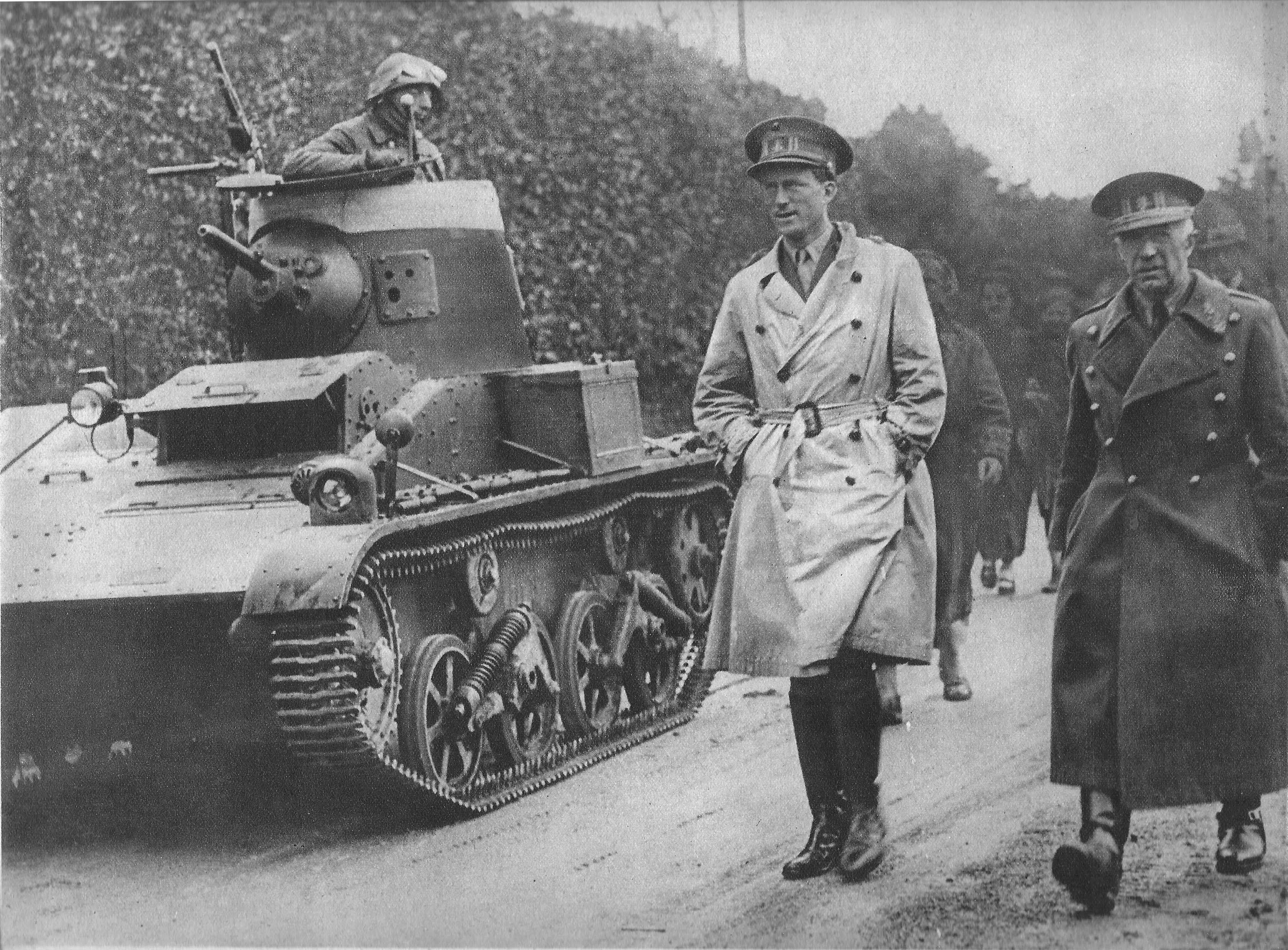
Король Леопольд III осматривает лёгкий танк T.15
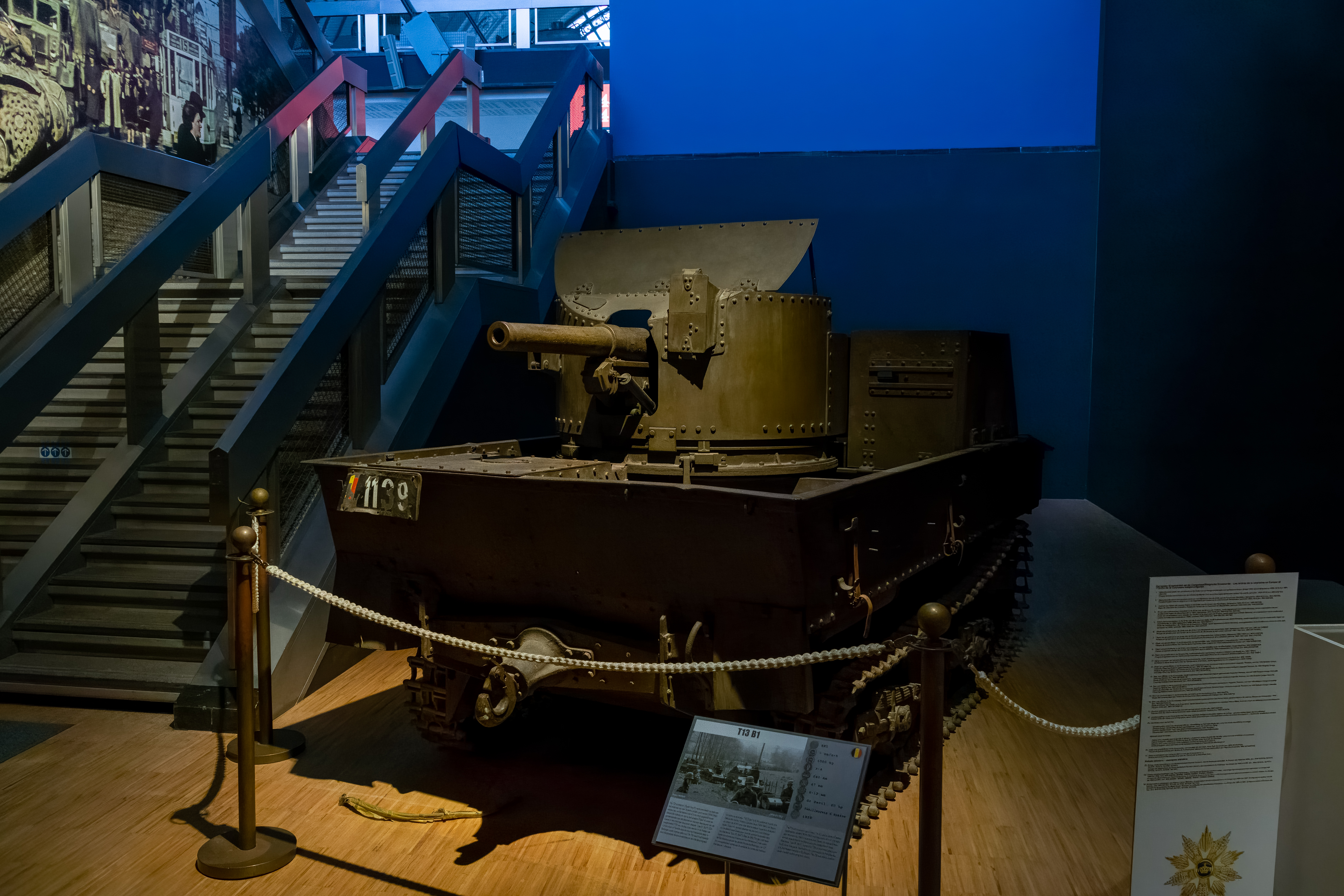
T.13 B2 в Королевском музее армии и военной истории Бельгии
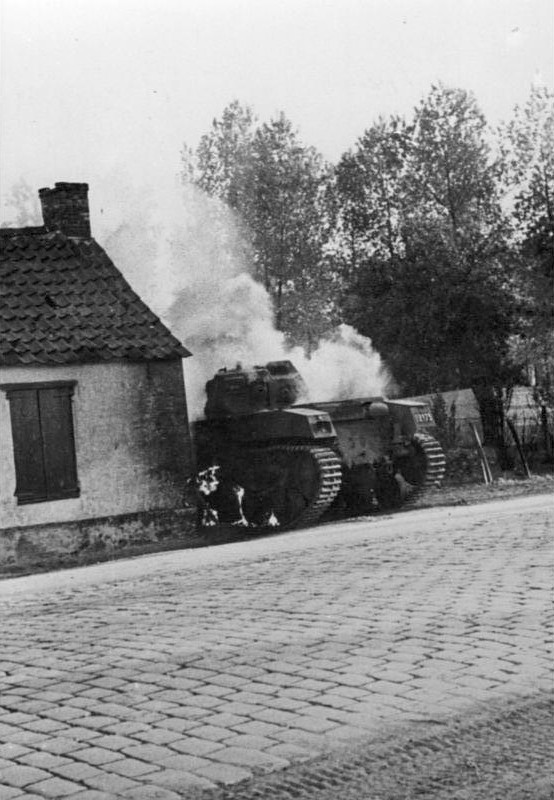
Подбитый ACG-1 недалеко от Антверпена

## Техника позднего военного периода
После освобождения Бельгии в конце 1944 года, бельгийскими вооружёнными силами, в основном, использовалась бронетехника производства Соединённых Штатов Америки и Великобритании.